# Chanderi
Chanderi är en ort i Indien.   Den ligger i distriktet Ashoknagar och delstaten Madhya Pradesh, i den centrala delen av landet, 400 km söder om huvudstaden New Delhi. Chanderi ligger 453 meter över havet och antalet invånare är 32 549.
Terrängen runt Chanderi är platt. Runt Chanderi är det ganska tätbefolkat, med 120 invånare per kvadratkilometer. Det finns inga andra samhällen i närheten. Trakten runt Chanderi består till största delen av jordbruksmark.